# Camporredondo de Alba
Camporredondo de Alba es una localidad del municipio de Velilla del Río Carrión situada al noroeste de la provincia de Palencia (España).

## Localización
Se encuentra en la P-210 a 15 km de Velilla del Río Carrión en dirección a Cervera de Pisuerga.

## Historia
Fue municipio independiente hasta que se incorporó al municipio de Velilla del Río Carrión en el año 1974.

## Geografía humana

### Demografía
| Gráfica de evolución demográfica de Camporredondo de Alba entre 1842 y 1970 |
| |
| Población de derecho según los censos de población del INE. Población de hecho según los censos de población del INEEn estos censos se denominaba Camporredondo: 1842, 1857, 1860, 1877, 1887, 1897, 1900 y 1910 Entre el censo de 1857 y el anterior, crece el término del municipio porque incorpora a 345132 (Valsurbio) Entre el censo de 1981 y el anterior, este municipio desaparece porque se integra en el municipio 34199 (Velilla del Río Carrión) |

Evolución de la población en el siglo XXI
| Gráfica de evolución demográfica de Camporredondo de Alba entre 2000 y 2020 |
|                                                                             |
| Población de derecho (2000-2020) según el padrón municipal del INE          |

## Patrimonio
- Iglesia parroquial de Nuestra Señora de la Asunción

## Turismo y naturaleza
Esta localidad está dentro de la ruta turística Ruta de los Pantanos, ya que en ella se sitúa el embalse de Camporredondo, que fue inaugurado por Alfonso XIII.
Además, se encuentra en el parque natural Montaña Palentina.
Cita: 

"donde la Montaña Palentina halla el centro de su nombre en su corazón, 
 levanta su orgullo la villa de Camporredondo de Alba, 
 donde el Eco devuelve sus palabras hechas canción"